# King (serie televisiva)
King è una serie televisiva canadese trasmessa da Showcase dal 2011 al 2012. La protagonista è Amy Price-Francis nel ruolo di Jessica King, una veterana agente di polizia che viene promossa a capo della task force anticrimine del dipartimento di Toronto. È stata trasmessa originariamente in Canada su Showcase dal 17 aprile 2011 al 25 maggio 2012 per un totale di due stagioni composte rispettivamente da 8 e 13 episodi. In Italia è andata in onda su Fox Life dal 10 ottobre 2011 al 24 dicembre 2012.

## Trama
Alla detective Jessica King viene affidata l'unità crimini maggiori del Toronto Police Department. Jessica è un'abile detective ma con scarsa disciplina e metodi poco ortodossi, tanto che la sua tendenza all'insubordinazione l'ha portata a essere declassata, per punizione, al centralino del commissariato. Dopo due anni e due matrimoni falliti, il nuovo comandante le dà una nuova possibilità in un'unità che si occupa delle situazioni di crisi: dai furti agli omicidi, dai crimini seriali agli stupri, alle violenze di gruppo. Alla task force vengono affidati casi che sono già oggetto di indagine, i più difficili, che altri dipartimenti non sono riusciti a risolvere. Jessica non è minimamente interessata a essere apprezzata dalla gente, usa il suo talento per arrivare alla soluzione e per questo finisce spesso col procurarsi molti nemici e mettersi nei guai. Paradossalmente la detective, dotata di una personalità molto forte, nella sfera privata coltiva il sogno di una famiglia perfetta e di una vita tranquilla con il suo terzo marito.

## Episodi
| Stagione         | Episodi | Prima TV Canada | Prima TV Italia |
| ---------------- | ------- | --------------- | --------------- |
| Prima stagione   | 8       | 2011            | 2011            |
| Seconda stagione | 13      | 2012            | 2012            |

## Personaggi e interpreti
- Jessica King (stagioni 1-2), interpretata da Amy Price-Francis, doppiata da Laura Romano.
È un personaggio dotato di carisma, una donna poliziotto in gamba, appassionata verso la sua professione, intelligente e nello stesso tempo affascinante e molto femminile. Tornata finalmente in servizio il detective King mette in mostra tutta la sua bravura riuscendo a cogliere particolari e dettagli che invece sfuggono ai colleghi. Questa sua abilità risulta particolarmente utile sia sulla scena del crimine, che durante la valutazione delle prove e del comportamento dei sospettati. La sua capacità di pensiero e il suo occhio unico per i dettagli le permettono di risolvere i casi più complessi. Il suo approccio al lavoro di polizia appare spesso eccentrico e ossessivo così come, esteriormente, il suo evidente amore per le gonne a tubino con camicie bianche strettamente su misura, che la mettono in risalto attirando l'attenzione, non sempre benevola, di colleghi e conoscenti.
- Danny Sless (stagioni 1-2), interpretato da Gabriel Hogan, doppiato da Roberto Certomà.
È il marito di Jessica e ufficiale di polizia. Danny adora Jess, ma i loro tentativi di avere un bambino si rivelano infruttuosi e stanno mettendo a dura prova il loro rapporto.
- Paul Graci (stagioni 1-2), interpretato da Tony Nardi, doppiato da Paolo Marchese.
È il capo della polizia.
- Derek Spears (stagioni 1-2), interpretato da Alan van Sprang, doppiato da Vittorio Guerrieri.
È un sergente, ex capo della Task Force per i crimini maggiori, partner di Jessica, che gli subentra dopo che Derek ha un malore in televisione.
- Eleni Demaris (stagione 1), interpretata da Suzanne Coy, doppiata da Alessandra Grado.
È una detective.
- Mk Gordon (stagione 1), interpretata da Zoe Doyle, doppiata da Ilaria Latini.
È una detective.
- Jason Collier (stagione 1), interpretato da Aaron Poole, doppiato da Emiliano Coltorti.
È un detective.
- Pen Martin (stagione 2), interpretato da Rossif Sutherland, doppiato da Edoardo Stoppacciaro.
È un detective.
- Ingrid Evans (stagione 2), interpretata da Karen Robinson, doppiata da Alessandra Cassioli.
È una detective.

## Produzione
King è stato creato da Bernard Zukerman e Greg Spottiswood, che ne sono anche i produttori esecutivi, ed è prodotto da Indian Grove Productions in associazione con Shaw Media. Lo show è stato girato a Toronto facendo uso di una combinazione di riprese in esterni e nei teatri di posa della Dufferin Gate Productions.
Le riprese della prima stagione sono iniziate nel novembre 2010 e programmate per concludersi nel febbraio 2011. I primi due episodi della serie sono stati diretti da Clark Johnson. Nel parlare del cast, Johnson ha detto di aver visto molte attrici prima del provino di Amy Price-Francis, e che prima della sua audizione non era convinto che fosse la persona giusta per quel ruolo; ma anche aggiunto che l'attrice ha saputo diventare il personaggio e incarnarlo perfettamente, in modo simile a quello che è successo con Michael Chiklis in The Shield, un altro episodio pilota che aveva diretto.
La prima stagione è costituita da 8 episodi, mentre la seconda da 13. Le riprese della seconda stagione sono iniziate il 29 settembre 2011 e si sono concluse nel marzo 2012, con la post produzione completata nell'aprile dello stesso anno; il debutto è avvenuto il 29 febbraio 2012. Il 2 giugno successivo, pur in assenza di una dichiarazione ufficiale della produzione, è stato annunciato che la serie veniva cancellata dopo due stagioni di riprese.

## Accoglienza
Bill Brioux sostenne che King era una delle tante nuove serie presentate in anteprima nell'aprile 2011, il che stava facendo di aprile il "nuovo settembre", ovvero il periodo tradizionale per la presentazione in anteprima di nuove serie in Nord America. Brioux affermò "La primavera è davvero il nuovo autunno sui canali speciali". Nel recensire il primo episodio, Brioux trovò che "sembrava di già visto" ma che Amy Price-Francis "ha sfacciataggine e brillantezza che dovrebbero ravvivare un dramma con un tono un po' da commedia nera". Cassandra Szklarski sottolinea che con la "recente esplosione nelle serie basate su Hogtown" come Flashpoint, Rookie Blue e The Listener, la svolta unica di ambientare un dramma poliziesco a Toronto non è più così unico. Szklarski ammette che King è un altro "giallo urbano", ma che lo fa da un punto di vista tipicamente femminile. Eric Volmers di Calgary Herald ha ritenuto che la fallibilità del personaggio di Derek Spears fosse "ciò che promette di dare a King la sua continua tensione drammatica". Bill Harris di Quebecor Media ha notato che King "non è una serie poliziesca tagliabiscotti" in quanto la vita personale di JS King è una parte significativa dell'opera.